# Bagoboung
Bagoboung est un village du Cameroun situé dans le département du Haut-Nyong et la région de l'Est.
Il fait partie de la commune d’Angossas.

## Population
En 1966-1967, on y a dénombré 398 habitants.
Lors du recensement de 2005, Bagoboung comptait 468 habitants.

## Développement
Selon le Plan Communal de Développement d’Angossas (2012), la construction et équipement de quatre salles de classe et la réhabilitation de deux salles de classe ont été encadrés dans le programme concernant Bagoboung afin d'améliorer la condition de l'éducation de base. 
Le développement de l'exploitation des carrières de sable était mis en place pour stimuler l'économie locale.
La réhabilitation de deux puits / forages d’eau, la construction de deux puits / forages d’eau et l'aménagement de quatre sources d'eau ont également été envisagés dans le but de faciliter l'accès à l'eau potable.